# MX700
MX700 (эм икс семьсот) — российский класс килевых спортивных парусных яхт, выпускаемый в Санкт-Петербурге с 2019 года. Спроектирован для спортивных парусных гонок и обучения яхтингу.
Класс MX700 официально признан 18 декабря 2020 года на президиуме Всероссийской федерации парусного спорта.

## Описание класса
MX700 — спортивная килевая парусная яхта, рассчитанная на экипаж 4-5 человек. Парусное вооружение типа бермудский шлюп, состоящее из грота, стакселя и геннакера. Согласно правилам класса основным материалом для парусного вооружения может быть только дакрон. Лодка предназначена для прибрежного дневного плавания.

## История
Идея создания маневренной и простой в управлении российской спортивной яхты принадлежала яхтсмену мастеру спорта Дмитрию Жайворонку и кораблестроителю Александру Филиппову.

Александр Филиппов: «Мы проанализировали все, что близко по размеру: это и Platu, и J/70, и SB20, все, до чего смогли дотянуться в части сбора информации. После чего было принято решение, что, коль скоро J/70 – самый динамично развивающийся класс, то и пример надо брать с него. Также было решено, что для повышения интереса к новому классу стоит привлечь команды, которые уже гоняются на J/70. Оттолкнувшись от размеров парусов J/70 (по шкаторинам), был нарисован близкий по обводам быстроходный корпус».  — 
Работа над конструированием корпуса была начата в ноябре 2018 года. Менее чем через год проведены все важнейшие этапы разработки: эскиз, моделирование, расчет весовой нагрузки и остойчивости. Корпус яхты MХ700 выполнен из стеклопластиковой сэндвич-конструкции на основе эпоксивинилэфирной смолы, мультиаксиальной ткани и пенопласта в качестве наполнителя. Проект разрабатывался с учетом применения технологии вакуумного инфузионного формования. Этот метод в сочетании с использованием углеродистых материалов позволил существенно повысить качество и технические характеристики корпуса.
По состоянию на 2025 год президент класса — Алексей Нешитов[значимость факта?].